# Bruno Goyet
Pour les articles homonymes, voir Goyet (homonymie).
 (septembre 2023).
Bruno Goyet est un historien des idées et politologue français.

## Biographie
Agrégé et docteur en histoire, il enseigne actuellement à Marseille.
Il a soutenu une thèse en 1996 sur le rôle politique d'Henri d'Orléans, « comte de Paris », sous la direction de l'historien Serge Berstein. Spécialiste de Charles Maurras et de l'Action française, sa démarche emprunte à l'histoire des concepts et à la sociologie. Mettant au premier plan l'aspect biographique des acteurs politiques – leur trajectoire – il s'intéresse notamment aux modes d'influence et à la réception des idées politiques en adoptant une approche influencée par certains concepts bourdieusiens.

## Publications

### Ouvrages
- Charles Maurras, Paris, Presses de Sciences Po, coll. « Références facettes », 2000, 306 p. (ISBN 2-7246-0781-3, présentation en ligne).
- Henri d'Orléans, comte de Paris (1908-1999). Le prince impossible, Paris, Odile Jacob, 2001.

### Participations à des ouvrages collectifs
- « La  Marche sur Rome : version originale sous titrée. la réception du fascisme en France dans les années 20 », Le mythe de l'allergie française au fascisme, sd. Michel Dobry, Albin Michel, 2003, p. 69-105.
- « "Entre le Louvre et la Bastille" : The Topology, Sociology and Mythology of Paris in the Works of Charles Maurras », Paris and the Right in the Twentieth Century, sd. Jessica Wardhaugh, Cambridge Scholars Publishing, 2007, p. 148-168.
- « Les mondes intellectuels dans la tourmente des conflits  », avec Philippe Olivera, La vie intellectuelle en France, T.2 De 1914 à nos jours, sd. Christophe Charle et Laurent jeanpierre, Paris, Seuil, 2016.
- « Le "grand récit de France" : récit idéologique de l'extrême droite française »,  La consistance des crises. Autour de Michel Dobry, sd. Joanna Siméant-Germanos et Brigitte Gaïti, p. 23-40, Presses universitaires de rennes, 2018.
- " La fin de la prétendance : du duc d'Orléans au second comte de Paris, trois acteurs pour un même rôle ", L'exil des monarques. Entre abdications et reconquêtes du pouvoir, sd. Hélène Becquet, Armand Colin, 2024, p. 187-212.

### Principaux articles
- « Les mouvements catholiques pour la paix à travers les papiers du Père Yves de La Brière (s.j.) », Matériaux pour l'histoire de notre temps, BDIC de Nanterre, n° 30, janvier-mars 1993, p. 14-20.
- « Maurras, homme de lettres », Cahiers d'histoire. Revue d'histoire critique, n°65, décembre 1996, p. 29-44.
- « Réflexions sur les sources écrites de la “biographie politique”. Le cas du xixesiècle », Louis Hincker (éd.), Paris, CNRS, 2000, pp. 169-176.
- « Récits d'enfance et de jeunesse dans l'œuvre de Charles Maurras, entre stigmatisation et revendication », Genèses. Histoire et science sociales, « L'individu social », n°47, 2002, p. 62-83.
- « Le XVIIe siècle de Charles Maurras entre salons et bohème », Cahiers du Centre de Recherche Historique,n°28-29, Quelques "XVIIe siècle" : fabrication, emplois et réemplois, 2002, p.129.
- « De la cour au Monde : la mise en scène de leur influence sociale par les princes d'Orléans au XXe siècle comme substitut d'une vie curiale disparue », Bulletin du Centre de recherche du château de Versailles [en ligne], "Archiver la cour : {{sp-|XIV|-|XX|s}}, 2019.